# Italtel
Italtel S.p.A. è un'azienda multinazionale italiana che opera nel settore delle telecomunicazioni, fondata il 21 luglio 1921 a Milano come Società Italiana Siemens per Impianti Elettrici. Dal 2025 gli azionisti di Italtel sono Nextalia SGR (72%) e il Fondo Clessidra Capital Credit (28%). 
Dall'attività iniziale nella telefonia, l'azienda si è evoluta nella progettazione e implementazione per clienti pubblici e privati di reti, cybersecurity, soluzioni e servizi digitali di varia natura.

## Storia
Italtel ha origine dalla Società Italiana Siemens per Impianti Elettrici, fondata il 5 dicembre 1898, rappresentante per l'Italia di Siemens come industria metalmeccanica per la costruzione di componenti per la telefonia, principalmente centralini e centrali di commutazione elettromeccaniche.
Nel 1921 viene fondata Siemens S.A. che estende, a partire da quegli anni, le sue attività anche alla produzione di apparecchi telefonici.
Nel 1945 avviene il sequestro di Siemens S.p.A. in quanto di capitali tedeschi e il Comitato Internazionale per la Liquidazione dei Beni Tedeschi decide di affidarla al Ministero del tesoro italiano: dissequestrata nel 1950, entra nel gruppo IRI-STET nel 1950, diventando Società Italiana Telecomunicazioni Siemens (spesso abbreviata SIT-Siemens, nota ai più come Siemens Auso Telecomunicazioni) nel 1960, nuovamente rappresentante italiano per Siemens.
Nel 1981 diventa Italtel S.p.A. All'inizio degli anni '80, durante la gestione di Marisa Bellisario, l'azienda sviluppa i primi prodotti di commutazione elettronica digitale in tecnica TDM (Time Division Multiplex) con le linee di apparati CT, TN ed infine UT. Grazie all'industrializzazione di queste tecnologie, grazie anche alla stretta collaborazione con il centro di ricerca CSELT che le ideò (il centro realizzò infatti già nel decennio precedente la prima centrale telefonica numerica italiana, i "Gruppi Speciali"), nel giro di vent'anni tutta la rete telefonica italiana viene digitalizzata: diecimila centraline elettromeccaniche (relè) vengono via via sostituite da centraline elettroniche (circuiti integrati). Nel 1985 produce il celebre telefono fisso Pulsar fornito dalla SIP.
In seguito, nel 1999, Italtel Tecnoelettronica (progettazione, produzione e vendita di circuiti stampati per telecomunicazione, computers e automazione) è ceduta a Lares Cozzi, le attività multimediali (ricerca, produzione, riparazione di apparati di decoder per Stream TV e telefoni fissi, manutenzione e riparazione delle centrali di commutazione nell'annesso stabilimento di Santa Maria Capua Vetere) sono vendute a Finmek-Access Media
, Italtel Sistemi (progettazione, installazione e manutenzione di sistemi di telecomunicazione per conto di Italtel) viene ceduta ad un pool di aziende guidato da Tecneudosia. Il personale scende a poco più di 3200 unità e, nel 2015, a circa 1300, di cui 200 all'estero.
Conclusa la partnership nel 1999, Italtel S.p.a. è passata poi al 100% a Telecom Italia, che nel 2000 ha ceduto la maggioranza al fondo statunitense Clayton e Dubilier & Rice.
Dell'azionariato fa parte anche Cisco Systems.
Nei primi anni 2000 Italtel trasferisce una parte consistente del traffico voce degli operatori su rete IP. Da allora Italtel si occupa di progettare, sviluppare e realizzare in Italia ed in altri paesi nel mondo prodotti e soluzioni per reti e servizi di telecomunicazione di telefonia IP.
Il 27 luglio 2017 Exprivia S.p.A., società quotata alla Borsa di Milano (XPR.MI), rileva dopo due anni di trattative l'81% del capitale ordinario della società. Il restante 19% del capitale a Cisco System. L'operazione completata alla fine del 2017: dal 2018 budget coordinati e dal 2020 la progressiva integrazione delle strutture. I marchi verranno diversificati.
A gennaio 2021 alla luce della chiusura delle partecipazioni azionistiche delle uscenti Exprivia e Cisco, comincia una nuova trattativa con il gruppo PSC S.p.A. che ad aprile 2022 diventa azionista di controllo di Italtel al 54%, in cordata col Gruppo TIM e con il Fondo Clessidra Capital Credit. Il CdA della nuova Italtel nomina Benedetto Di Salvo amministratore delegato e conferma Claudio Calabi presidente.
A giugno 2024 il fondo Nextalia SGR acquisisce la quota di PSC, diventando il nuovo l'azionista di maggioranza di Italtel. Il 13 febbraio 2025, viene nominato amministratore delegato Carlo Filangieri e, il 10 aprile 2025, Teo Luzi quale presidente.
La moderna vocazione di Italtel è quella di sostenere le imprese con soluzioni tecnologiche innovative e affidabili, migliorando connettività, efficienza e sicurezza, dalle fondamenta infrastrutturali sino alle applicazioni e ai servizi.

## Articolazione territoriale
Italtel ha la sua sede principale a Milano, le altre sedi italiane si trovano a Roma e Palermo. Il gruppo è presente anche in Spagna (con sedi a Barcellona, Madrid, Ciudad Real, Siviglia), Francia (Colombes), Germania (Düsseldorf, Monaco di Baviera), Brasile (Rio de Janeiro, San Paolo), Colombia (Bogotà), Perù (Lima).

## Riconoscimenti
- Premio compasso d’oro 1967 per il “telefono addizionale” Grillo
- Oscar di Bilancio 1983
- Premio compasso d’oro 1987 per il “telefono addizionale” Cobra

## Archivio
L'archivio di Italtel è confluito nella raccolta di documentazione della Fondazione ISEC, nel fondo omonimo, con estremi cronologici 1930-2000.